# The Last Felony
I The Last Felony sono un gruppo technical deathcore canadese formato nel 2005 a Montréal, Québec.

## Formazione

### Formazione attuale
- Joss Fredette - voce
- Dom Grimard - chitarra
- Felix Roberge - chitarra
- Vince Menard - batteria
- Sébastien "Seb" Painchaud - basso

### Componenti passati
- Florent Petitti - bass

## Discografia
- 2008 - Aeon of Suffering
- 2009 - Promo (EP)
- 2010 - Too Many Humans